# Вплив російсько-української війни на атомні електростанції
В Україні розташовані чотири атомні електростанції, а також Чорнобильська зона відчуження, місце Чорнобильської катастрофи 1986 року. Станом на 11 березня під час російського вторгнення в Україну 2022 року в Чорнобилі та на Запорізькій АЕС відбулися бої. Вторгнення викликало значні дискусії щодо статусу електростанцій, включаючи побоювання потенційних катастроф, а також викликало дебати щодо ядерно-енергетичних програм в інших європейських країнах.

## Бої
Чорнобильська битва відбулася 24 лютого, в перший день вторгнення, в рамках наступу на Київ. Того ж дня російські війська захопили зону відчуження.
Облога Енергодара почалася 28 лютого, коли російські війська просувалися під час наступу на південь України. 3 березня розпочався російський штурм Запорізької атомної електростанції, а на наступний день вона була захоплена. 6 березня МАГАТЕ оприлюднило заяву, в якій висловило стурбованість потенційним військовим втручанням Росії в роботу електростанції та відключенням мобільних та інтернет-мереж, які станція використовувала для зв'язку.

## Проблеми безпеки
Після окупації Чорнобиля та Запорізької електростанції, МАГАТЕ та український уряд висловили низку проблем безпеки, зокрема через ненадання персоналу належного відпочинку та відсутність регулярних робіт з технічного обслуговування. Аптеки кількох європейських країн повідомили про підвищений попит на таблетки йоду протягом перших двох тижнів після вторгнення. Проте кілька європейських органів з ядерної безпеки на сьогоднішній день[коли?] дійшли висновку про відсутність безпосередньої небезпеки значної радіоактивної катастрофи.
6 березня президент Франції Еммануель Макрон провів телефонну розмову з президентом Росії Володимиром Путіним, у якій закликав Путіна «забезпечити безпеку цих станцій і виключити їх із конфлікту». Після дзвінка Кремль оприлюднив заяву, в якій говорилося, що він готовий брати участь у переговорах з МАГАТЕ та українським урядом щодо забезпечення цієї безпеки.

## Дебати щодо ядерної енергетики в Європі
Вторгнення в Україну викликало активні дискусії щодо майбутнього ядерної енергетики в Європі, причому низка коментаторів виступає за збільшення виробництва ядерної енергії, щоб зменшити залежність від природного газу, імпортованого з Росії.
У Німеччині, зокрема, відбулися дебати щодо поетапної відмови від ядерної енергетики, яка з 2011 року почала зупинку більшості атомних електростанцій у країні, крім трьох, які також мають бути закриті. 28 лютого міністр економіки Німеччини заявив, що уряд Німеччини розгляне питання про припинення поетапного припинення роботи атомних електростанцій, що залишилися в країні. Однак 9 березня німець оприлюднив заяву, в якій відхиляє заклики призупинити поетапне припинення ядерної енергетики. У Бельгії також відбулися дебати щодо продовження терміну служби її існуючих ядерних реакторів.
Джордж Монбіо писав у Ґардіан, що Європа «сукупно отримує 41 % свого імпорту газу та 27 % імпорту нафти з Росії», стверджуючи, що Європа «знизилася до жадібної залежності від цього деспотичного уряду через жахливу невдачу відучити себе від горючих корисних копалин.»
Деякі коментатори також піднімали питання російського експорту ядерної енергетичної технології. У Фінляндії через вторгнення скасовано проект атомної електростанції Ханхіківі. Хартмут Вінклер з Йоганнесбурзького університету заявив, що російська державна атомна енергетична корпорація «Росатом» зіткнулася зі значними втратами міжнародного бізнесу через вторгнення, заявивши, що «ера російських іноземних ядерних споруд, швидше за все, незабаром закінчиться».